# Gudrun (album)
Gudrun è un album dei Pierrot Lunaire pubblicato nel 1977. Composto e registrato nel biennio precedente, la sua uscita originale avrebbe dovuto essere nel settembre 1976 per l'etichetta discografica Vista.
La formazione originale del gruppo vide l'uscita del chitarrista Caporaletti e l'ingresso come cantante del soprano gallese Jacqueline Darby.
L'album è stato ristampato sia in vinile dall'etichetta Akarma records (AK 1019) nel 2000 che in CD dalla BMG Ricordi (74321 98332-2) nel 2003 che dalla MPR (MPRCD 062) nel 2011, quest'ultima edizione arricchita da due tracce bonus.
Gudrun risulta tra i lavori selezionati nel libro "I 100 migliori dischi del Progressive italiano", una guida al genere del critico Mox Cristadoro, pubblicata nel 2014.

## Tracce
1. Gudrun – 11:26
2. Dietro Il Silenzio – 2:36
3. Plaisir d'amour – 4:45
4. Gallia – 2:09
5. Giovane Madre – 3:47
6. Sonde In Profondità – 3:34
7. Morella – 5:03
8. Mein Armer Italiener – 5:20

## Formazione
- Jacqueline Darby - voce
- Gaio Chiocchio - chitarre elettriche ed acustiche, sitar, mandolino, clavicembalo, sintetizzatori Moog, Waltsynt ed Eminent
- Arturo Stalteri - pianoforte, organo Hammond, spinetta, sintetizzatori Moog, Waltsynt ed Eminent, chitarra acustica, flauto, tamburelli, violino
- Massimo Buzzi - batteria in "Giovane Madre", "Morella" e "Mein Armer Italianer"

## Singoli
1. Plaisir d'amour/Giovane madre